# Cinara saraswatae
Cinara saraswatae är en insektsart. Cinara saraswatae ingår i släktet Cinara och familjen långrörsbladlöss. Inga underarter finns listade i Catalogue of Life.